# Bégaszentmihály község
Bégaszentmihály község (románul: Comuna Sânmihaiu Român) község Temes megyében, Romániában. Központja Bégaszentmihály, beosztott falvai Németszentmihály, Ötvény.

## Népessége
A 2011-es népszámlálás adatai alapján a község népessége 6121 fő volt.